# Schweiz' Grand Prix
Schweiz' Grand Prix var et Formel 1-løb som indgik i verdensmesterskabet i årene 1950-1954 og 1982. Løbet blev kørt på Bremgarten-banen indtil den schweiziske regering bandlyste racerløb i landet. I 1982 blev Schweiz' Grand Prix arrangeret på Dijon-banen i Frankrig.

## Vindere af Schweiz' Grand Prix
| År          | Kører              | Konstruktør     | Bane             | Rapport         |
| ----------- | ------------------ | --------------- | ---------------- | --------------- |
| 1982        | Keke Rosberg       | Williams-Ford   | Dijon (Frankrig) | Rapport         |
| 1981 - 1955 | Ikke arrangeret    | Ikke arrangeret | Ikke arrangeret  | Ikke arrangeret |
| 1954        | Juan Manuel Fangio | Mercedes-Benz   | Bremgarten       | Rapport         |
| 1953        | Alberto Ascari     | Ferrari         | Bremgarten       | Rapport         |
| 1952        | Piero Taruffi      | Ferrari         | Bremgarten       | Rapport         |
| 1951        | Juan Manuel Fangio | Alfa Romeo      | Bremgarten       | Rapport         |
| 1950        | Nino Farina        | Alfa Romeo      | Bremgarten       | Rapport         |